# بزرگ (فیلم ۲۰۰۸)
بزرگ (به انگلیسی: The Grand) فیلمی محصول سال ۲۰۰۸ و به کارگردانی زک پن است. در این فیلم بازیگرانی همچون وودی هرلسون، شریل هاینز، دیوید کراس، کریس پارنل، ریچارد کایند، دنیس فارینا، ورنر هرتسوک، ری رومانو، بری کوربین، مایکل مک‌کین، آندرئا سوج، استل هریس، جودی گریر، جیسن الکساندر، برت رتنر، هانک آزاریا، شانون الیزابت، کی دی اوبر، مایک اپس و تام لیستر جونیور ایفای نقش کرده‌اند.